# Agustí Massana i Pujol
Agustí Massana i Pujol   (Barcelona, 1855 - Esplugues de Llobregat, 17 d'agost de 1921) fou un negociant, col·leccionista i mecenes de les arts català.

## Biografia
Era fill de Agustí Massana i Riera (1827-1897), pastisser natural de Berga, i de Maria Pilar Pujol i Baucis, germana de Jaume Pujol i Baucis de la Fàbrica Pujol i Bausis.

## Llegat
Reuní una important biblioteca amb uns 6.000 volums i una quantitat nombrosa de gravats sobre indumentària i arts sumptuàries que, quan va morir, va llegar a la ciutat. La biblioteca es va dipositar a l'Arxiu Històric de la Ciutat de Barcelona, que es va ubicar en una de les sales de la planta noble de la Casa de l'Ardiaca. També s'hi guarda el fons de la Fundació Massana, integrat preferentment per les actes del patronat, des de 1926 fins a 1977.
Fruit del seu llegat també va ser la creació de l'Escola Massana, per a l'estudi dels oficis artístics, i la d'un premi per a obres dedicades a la indumentària o sobre iconografia catalana.

## Fons personal
Com a col·leccionista, reuní un nombre important de fotografies sobre indumentària: uniformes, vestits típics populars i moda de vestir, que actualment es conserven a l'Arxiu Fotogràfic de Barcelona. Entre aquest material destaquen uns retrats de galeria a l'albúmina de dones orientals que mostren la vestimenta característica d'aquests països. D'altra banda, també formen part del fons fotografies de temàtica variada reunides igualment per les inquietuds col·leccionistes i l'interès per les arts de Massana: vistes de Toledo, imatges de sepulcres de diferents indrets, esdeveniments històrics com el trasllat de les restes dels màrtirs de la Guerra de la Independència o el Congrés Eucarístic de Brussel·les.